# SOCATA
SOCATA (o DAHER-SOCATA, precedentemente EADS Socata) è un'azienda aeronautica attiva nella produzione di velivoli leggeri e business destinati all'aviazione generale oltre che alla realizzazione di strutture di aeromobili per conto terzi, quali Airbus, Bombardier, Dassault Aviation, EADS, Embraer, Eurocopter, MBDA, SAFRAN, Thales e altre aziende.
La sede societaria è attualmente situata a Tarbes (Francia) nell'aeroporto di Tarbes-Lourdes-Pyrénées.

## Storia
Le origini della SOCATA risalgono ai primi anni del XX secolo, alla fondazione della Morane-Saulnier (nel 1911), la quale produsse velivoli con quel marchio sino al 20 maggio 1965 data in cui divenne una controllata della Sud Aviation (in seguito diventata Aérospatiale).
La Sud Aviation decise di affacciarsi sul mercato del trasporto leggero e da turismo con una nuova filiale fondando, nel 1966, la SOCATA, contrazione di SOciété de Construction d'Avions de Tourisme et d'Affaires (Società di Costruzioni di aerei da turismo e commerciali), con sede a Tarbes.
Nel 2000, con la nascita della EADS, la Socata ne divenne una sussidiaria interamente di proprietà della EADS France (ex-Aérospatiale).
Il 27 giugno 2008, la EADS annunciò la sua intenzione di cedere parte delle azioni in suo possesso alla DAHER, che, dopo un accordo di massima annunciato da entrambe il successivo 3 novembre, si concretizzò il 7 gennaio 2009 con l'acquisizione, da parte di quest'ultima, del 70% del pacchetto di maggioranza.
Attualmente l'unico modello in produzione è il monomotore turboelica TBM 850.

## Produzione

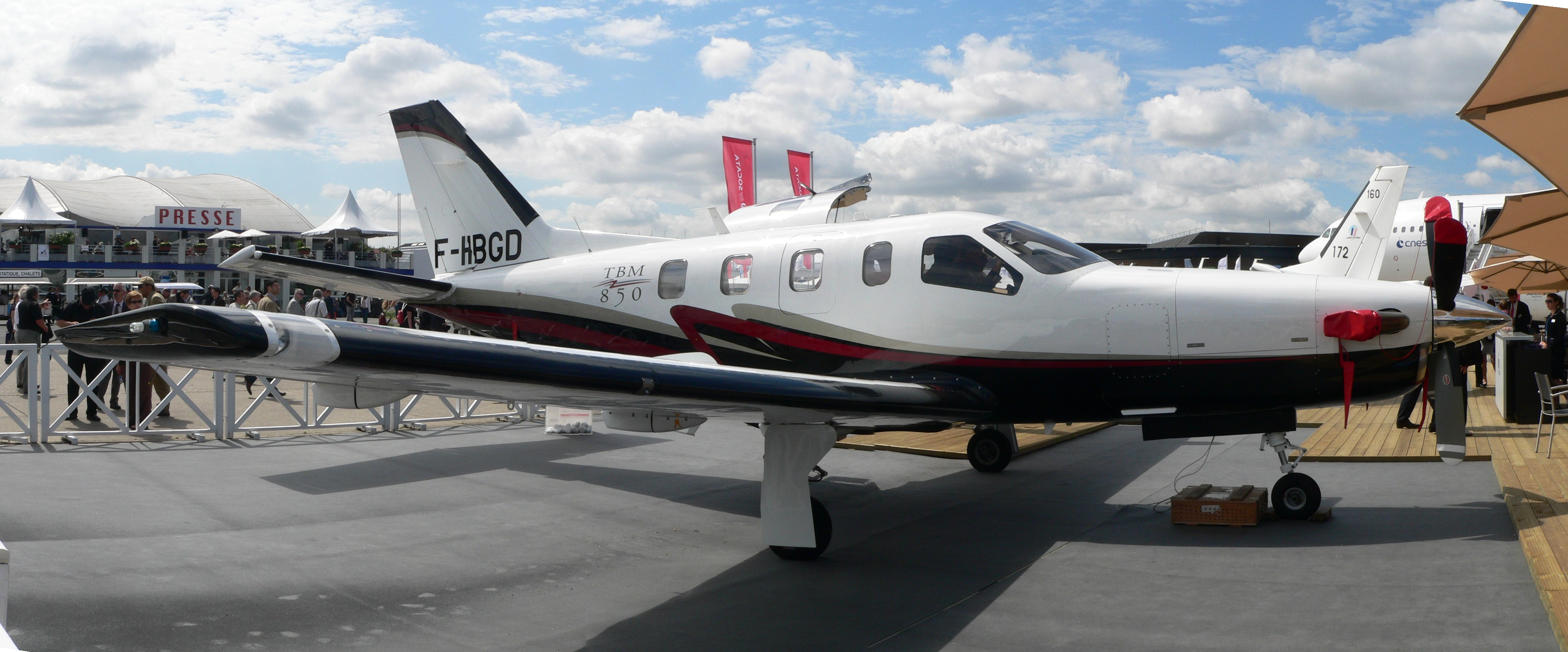
Il Socata TBM 850 esposto al Salone internazionale dell'aeronautica e dello spazio di Parigi-Le Bourget 2007

- Rallye series (Morane-Saulnier Rallye)
- ST 10 Diplomate
- TB 30 Epsilon
- TB-9 Tampico
- TB 10 Tobago GT
- TB 200 Tobago XL GT
- TB 20 Trinidad GT
- TB 21 Trinidad TC GT
- TBM 700
- TBM 850

### Progetti non entrati in produzione
- TB 31 Omega
- TB 360 Tangara